# Carmélia Maria de Souza
Carmélia Maria de Souza foi uma cronista e escritora capixaba nascida em 15 de maio de 1937 (registro de nascimento disponível no acervo do Arquivo Público do ES) na Fazenda Rodeio, Rio Novo do Sul, Espírito Santo. Morreu de embolia pulmonar antes de completar 38 anos, em 13 de fevereiro de 1974, tendo deixado extensa obra de crônicas publicadas durante 17 anos em revistas e jornais da capital Vitória.

## Obras publicadas
Escreveu para os jornais Sete Dias, O Diário, Vida Capixaba, A Tribuna, A Gazeta, O Debate e Jornal da Cidade. Escreveu também um livro, Vento Sul, que foi publicado postumamente em 2002 pela UFES com prefácio do amigo jornalista, escritor e cineasta Amylton de Almeida. Foi funcionária pública federal, trabalhou no Museu de Arte Histórica de Vitória, Museu Solar Monjardim e na Biblioteca da faculdade FAVI. A chamada "Cronista do Povo" era uma mulher negra e lésbica, amava a vida, a noite, os amigos, os bares e em especial a cidade de Vitória, para a qual cunhou uma frase slogan "Esta ilha é uma delícia", título de uma coluna sua.

## Homenagens
Em sua homenagem foi criado em 1986 o Centro Cultural Carmélia Maria de Souza, o "Carmélia", no bairro Mário Cypreste, na capital, inaugurado pelo Governo do Estado do Espírito Santo em 1986.
Foi homenageada como patrona da Academia Feminina Espírito-Santense de Letras em setembro de 1986. Há uma rua com seu nome no Bairro República, também em Vitória.